# 1914 na arte

## Quadros
- Pintura de Amadeu de Sousa Cardoso.

## Nascimentos
| Data           | Nome                      | Profissão                                                           | Nacionalidade  | Observações | Ref |
| -------------- | ------------------------- | ------------------------------------------------------------------- | -------------- | ----------- | --- |
| 5 de janeiro   | Heinz Berggruen           | coleccionador de arte, galerista e jornalista                       | Alemanha       | m. 2007     |     |
| 4 de fevereiro | João Manuel Navarro Hogan | pintor                                                              | Portugal       | m. 1988     |     |
| 5 de fevereiro | William S. Burroughs      | escritor, pintor e crítico social                                   | Estados Unidos | m. 1997     |     |
| 27 de março    | Miguel Alandia Pantoja    | pintor                                                              | Bolívia        | m. 1975     |     |
| 30 de abril    | Dorival Caymmi            | cantor, compositor e pintor                                         | Brasil         | m. 2008     |     |
| 20 de junho    | Djanira da Motta e Silva  | pintora, desenhista, ilustradora, cartazista, cenógrafa e gravadora | Brasil         | m. 1979     |     |
| 2 de julho     | Mário Schenberg           | físico, político e crítico de arte                                  | Brasil         | m. 1990     |     |
| 9 de agosto    | Maria Keil                | pintora                                                             | Portugal       | m. 2012     |     |
| Agosto         | Bassano Vaccarini         | pintor, escultor e cenógrafo                                        | Itália         | m. 2002     |     |
| 17 de outubro  | Jerome Siegel             | artista                                                             | Estados Unidos | m. 1996     |     |
| 3 de novembro  | António Dacosta           | poeta e pintor                                                      | Portugal       | m. 1990     |     |
| 18 de novembro | Iberê Camargo             | pintor, gravador e professor                                        | Brasil         | m. 1994     |     |
| 5 de dezembro  | Lina Bo Bardi             | arquiteta                                                           | Itália         | m. 1992     |     |

## Mortes
| Data           | Nome                   | Profissão | Nacionalidade  | Observações | Ref |
| -------------- | ---------------------- | --------- | -------------- | ----------- | --- |
| 18 de maio     | Charles Sprague Pearce | pintor    | Estados Unidos | n. 1851     |     |
| 26 de setembro | August Macke           | pintor    | Alemanha       | n. 1887     |     |
| ??             | Rudolf Swoboda         | pintor    | Áustria        | n. 1859     |     |

## Prémios
- Prémio Valmor e Municipal de Arquitectura 1914 - Manuel Norte Júnior[1].